# Koszykówka na Letniej Uniwersjadzie 1979
Koszykówka na Letniej Uniwersjadzie 1979 – zawody koszykarskie rozgrywane podczas Letniej Uniwersjady 1979 w Meksyku. W programie znalazły się dwie konkurencje – turniej kobiet i mężczyzn. Rywalizacja kobiet odbyła się po raz siódmy w historii letnich uniwersjad, a mężczyźni brali udział w tych zawodach po raz dziewiąty w historii.
Złoty medal w turnieju kobiet zdobyła reprezentacja Stanów Zjednoczonych, srebrny Kuby, a brązowy Kanady. W turnieju mężczyzn najlepsi okazali się koszykarze ze Stanów Zjednoczonych, którzy wyprzedzili Jugosławię. Trzecią pozycję zajęła Kuba.
Tytuł mistrzowski w rywalizacji mężczyzn dla Stanów Zjednoczonych był piątym zdobytym przez ten zespół w historii turniejów koszykarskich podczas uniwersjad, a tytuł zdobyty przez reprezentację tego samego kraju w rywalizacji kobiet był pierwszym w historii. Był to drugi przypadek w historii (poprzednio w 1970 roku), gdy złote medale w obu konkurencjach zdobyli przedstawiciele jednego kraju.

## Klasyfikacje medalowe

### Wyniki konkurencji
| Konkurencja:     | 1. miejsce        | 2. miejsce | 3. miejsce |
| Turniej kobiet   | Stany Zjednoczone | Kuba       | Kanada     |
| Turniej mężczyzn | Stany Zjednoczone | Jugosławia | Kuba       |

### Klasyfikacja medalowa państw
| Nr | Państwo           |   |   |   | Ogółem |
| -- | ----------------- | - | - | - | ------ |
| 1. | Stany Zjednoczone | 2 | 0 | 0 | 2      |
| 2. | Kuba              | 0 | 1 | 1 | 2      |
| 3. | Jugosławia        | 0 | 1 | 0 | 1      |
| 4. | Kanada            | 0 | 0 | 1 | 1      |